# Farid Bang
Pour les articles homonymes, voir Abdellaoui et Bang.
Farid Bang, de son vrai nom Farid Hamed El Abdellaoui (en arabe : فَرِيدْ أَلْعَبْدَلَاُوِي ), né le 4 juin 1986 à Melilla en Espagne, est un rappeur hispano-germano-marocain.

## Biographie

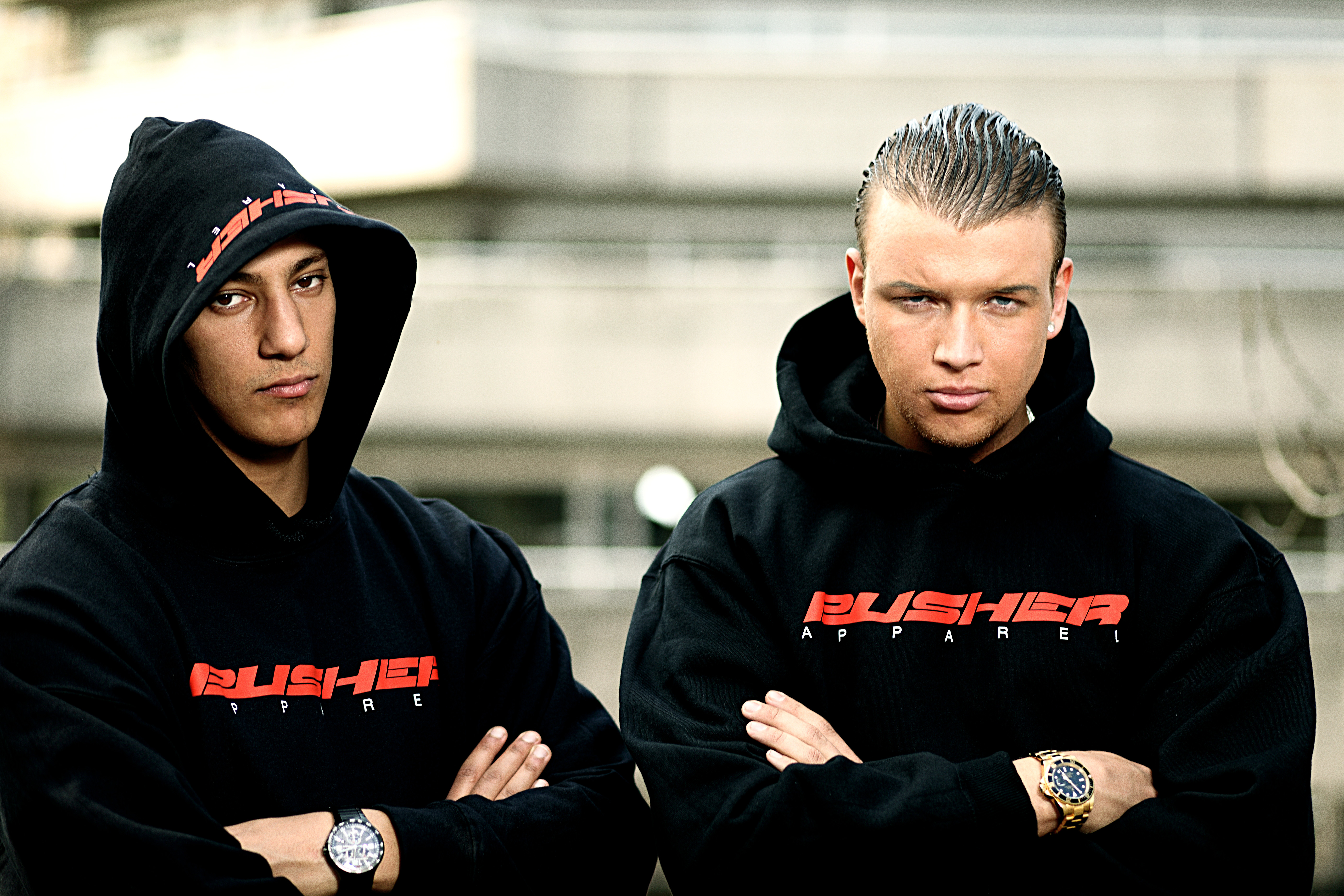
Farid Bang et Kollegah (2009).

Né de parents marocains rifains originaires de Nador dans la ville espagnole voisine de Melilla, il vit jusqu'à huit ans à Torremolinos, en province de Malaga, avant que sa famille ne s'installe à Düsseldorf. À 19 ans, avec un ami, il se met au rap. Quand il rencontre Eko Fresh grâce à Summer Cem, il signe sur son label German Dream Entertainment. En 2005, il publie trois chansons sur une mixtape d'Eko, Fick immer noch deine Story, où ce dernier règle ses comptes avec Kool Savas. Son pseudonyme est alors Farid Urlaub (en référence à Farin Urlaub). En 2006, il réalise un album, Ghetto Kodex, qui ne sort pas.
Son premier album, Asphalt Massaka, sort le 4 juillet 2008. L'album n'est pas satisfaisant, il fait davantage de battles. Il fait des diss songs contre Aggro Berlin, Fler, GodSilla et Kitty Kat. par ailleurs, MOK croit à un clash avec Farid Bang, mais celui-ci nie.
Le 19 juin 2009, il publie Jung, brutal, gutaussehend, un album fait avec Kollegah, signé Selfmade Records. En 2010, il publie son second album solo, Asphalt Massaka 2. Son troisième album, Banger leben kürzer, sort l'année suivante, il comprend des duos avec RAF 3.0, Summer Cem, Fard, Haftbefehl, Afrob et Eko Fresh. L'album atteint la onzième place des ventes, malgré son avertissement à la jeunesse pour des chansons comme Du fils de pute. Rap.de juge l'album violent, immoral et misogyne.
Son quatrième album solo, Der letzte Tag deines Lebens, atteint la quatrième place des ventes lors de sa sortie le 27 janvier 2012. La suite de sa collaboration avec Kollegah, Jung, brutal, gutaussehend 2, est lui classé premier l'année suivante une semaine après sa sortie. Le 14 mars 2014, Farid Bang publie son album Killa.
Il participe à la bande son du film Creed : L'Héritage de Rocky Balboa avec sa chanson Creed. Le 27 mai 2016, Farid publie son nouvel album solo, Blut.

## Discographie

### Albums studio
- 2008 : Asphalt Massaka
- 2009 : Jung, brutal, gutaussehend (avec Kollegah)
- 2010 : Asphalt Massaka 2
- 2011 : Banger leben kürzer
- 2012 : Der letzte Tag deines Lebens
- 2013 : Jung, brutal, gutaussehend 2 (avec Kollegah)
- 2016 : Blut
- 2017 : Jung, brutal, gutaussehend 3 (avec Kollegah)

### Mixtapes
- 2008 : Endlich Urlaub

### Singles
- 2009 : Mitternacht (avec Kollegah)
- 2010 : Es ist soweit (featuring Summer Cem)
- 2010 : Madrid (featuring Summer Cem)
- 2011 : Teufelskreis
- 2012 : Irgendwann
- 2012 : Dynamit (avec Kollegah)
- 2012 : Drive-by (avec Kollegah)
- 2013 : Du kennst den Westen (avec Kollegah)
- 2013 : Stiernackenkommando (avec Kollegah)
- 2013 : Kanax in Paris (KC Rebell featuring Farid Bang)
- 2014 : Morocco gang (La Fouine featuring Farid Bang)
- 2016 : Creed
- 2018 : International Gangstas (featuring Capo, 6ix9ine & Sch)
- 2018 : Nurmagomedow (avec The Game)
- 2019 : #niemalsantäuschen
- 2019 : Maghreb Gang (avec French Montana & Khaled)
- 2019 : Millionär
- 2019 : Fulu$ (feat. Musiye & Blueface)
- 2019 : Stier
- 2020 : Genkidama
- 2020 : Public Enemies (feat. Fler & Kollegah)
- 2020 : Ching Ching Ching
- 2020 : Teuer teuer
- 2020 : Quavo
- 2020 : Loco (feat. 18 Karat & AK Ausserkontrolle)
- 2020 : Nador City Gang
- 2020 : Kaioken (feat. Tory Lanez)
- 2020 : Olajuwon (feat. Bass Sultan Hengzt, Sipo & Fler)

### Chansons libres
- 2007 : 40 Kugeln
- 2007 : Herz aus Stein
- 2008 : 24 Kugeln
- 2008 : Du bist ein Bastard
- 2008 : Der neue King of Rap
- 2008 : Zurück
- 2009 : Westdeutschlands Kings (feat. Favorite et Kollegah)
- 2009 : Wir ficken die Szene (feat. Kollegah)
- 2009 : Arschloch

## Filmographie
- 2013 : Un prof pas comme les autres (Fack ju Göhte) de Bora Dagtekin : Paco
- 2015 : Un prof pas comme les autres 2 (Fack ju Göhte 2) de Bora Dagtekin : Paco
- 2017 : Un prof pas comme les autres 3 (Fack ju Göhte 3) de Bora Dagtekin : Paco